# كأس تونس للكرة الطائرة للرجال 1992–93
كأس تونس للكرة الطائرة للرجال 1992-1993 هو الموسم رقم 37 من كأس تونس للكرة الطائرة للرجال.

فاز بهذا الموسم الترجي الرياضي التونسي.

## روابط خارجية
- الموقع الرسمي للجامعة التونسية للكرة الطائرة.